# Simon Schempp
Simon Schempp, né le 14 novembre 1988 à Mutlangen, est un biathlète allemand. Il compte notamment à son palmarès un titre individuel de champion du monde en 2017, un titre olympique en relais en 2014 et une médaille d'argent olympique en 2018 sur l'épreuve du départ groupé. Il a gagné douze courses de Coupe du monde durant sa carrière.

## Carrière

### Débuts et révélation
Il fait ses débuts avec l'équipe nationale junior lors de l'hiver 2006-2007, remportant sa première course à la Coupe d'Europe junior. 
Sa carrière chez les juniors est notamment  marquée par deux médailles d'or obtenues en relais en 2007 à Martell-Val Martello et en 2009 à Canmore. Il obtient en plus de ces titres une médaille de bronze en poursuite en 2007, une médaille de bronze en relais en 2008 et une médaille d'argent en poursuite en 2009. Dans ses jeunes années, il est considéré par l'entraîneur de l'équipe nationale comme le plus grand talent du biathlon allemand. Il commence sa carrière en Coupe du monde en fin de saison 2008-2009, marquant des points dès sa première course et montant sur son premier podium en relais à Whistler. Il obtient son premier podium individuel en 2010 à Oslo en réussissant un sans-faute pour terminer deuxième d'une poursuite remportée par le Français Martin Fourcade. Cette saison voit aussi sa première participation aux Jeux olympiques à Vancouver, où Schempp dispute seulement le relais (qui se classe cinquième) et son premier titre de champion du monde sénior, remporté sur le relais mixte clôturant la saison à Khanty-Mansiïsk avec Simone Hauswald, Magdalena Neuner et Arnd Peiffer. 

### 2013-2018: victorieux en Coupe du monde
Le 17 janvier 2014, il termine premier ex æquo avec Lukas Hofer du sprint d'Antholz-Anterselva, décrochant ainsi sa première victoire individuelle. Le lendemain, lors de la poursuite, il remporte sa deuxième victoire en Coupe du monde malgré un tir à dix-huit sur vingt. Il s'impose devant le Français Jean-Guillaume Béatrix et le Norvégien Henrik L'Abée-Lund.
Simon Schempp décroche initialement la médaille d'argent aux Jeux olympiques de Sotchi dans l'épreuve du relais (4 × 7,5 km), en compagnie de Daniel Böhm, Erik Lesser et Arnd Peiffer. Dix ans plus tard, en 2024, cette médaille se transforme en or lorsque l'Allemagne est sacrée championne olympique 2014 du relais masculin à la suite de la disqualification des Russes pour dopage. Lors de la saison 2014-2015, il remporte de nouveau le doublé sprint / poursuite à Antholz, devenant le premier biathlète à gagner deux courses au même endroit deux ans de suite. Il remporte également la mass start de Ruhpolding, premier succès devant son public. Aux Championnats du monde de Kontiolahti, Schempp gagne son deuxième titre mondial, en s'imposant sur le relais masculin avec Erik Lesser, Daniel Böhm et Arnd Peiffer.
En 2015-2016, il établit son record de victoires sur une saison : cinq, dont deux à Pokljuka. Comme l'hiver précédent, il termine quatrième du classement général de la Coupe du monde.
Il remporte une médaille d'argent en relais mixte et en relais aux Championnats du monde 2016 à Oslo, compensant ainsi des résultats individuels mitigés (un seul top dix avec une huitième place en sprint).
Lors de la saison 2016-2017, il gagne la mass start d'Oberhof, avant de réussir à remporter deux nouveaux titres mondiaux aux Championnats du monde 2017, le premier en ouverture sur le relais mixte, le second le dernier jour sur la mass start, son unique titre individuel en grand championnat.
Aux JO de Pyeongchang 2018, Simon Schempp manque de peu la médaille d'or sur la mass-start, devancé de quelques centimètres seulement par le Français Martin Fourcade, et se contente de celle en argent. Il remporte une deuxième médaille, en bronze, avec le relais allemand.

### 2018-2021: le déclin
La suite de sa carrière est notamment perturbée par des blessures. Il apparaît ainsi en net recul lors de la saison 2018-2019, ne collectant qu'un podium en relais et devant renoncer aux Championnats du monde à Östersund. Il termine la saison 44e du classement général. Sa baisse de niveau se confirme l'hiver suivant (41e du classement final de la Coupe du monde 2019-2020). Il effectue une dernière apparition en Coupe du monde au début du mois de janvier 2021 sur l'étape d'Oberhof, disputant le sprint et la poursuite sans parvenir à rentrer dans les points. Il décide alors de mettre un terme à sa carrière sportive et annonce sa retraite le 28 janvier 2021 sur les réseaux sociaux.

## Vie privée
En 2016, il est révélé qu'il entretient une relation amoureuse avec la biathlète Franziska Preuß. Il a aussi eu une liaison avec Miriam Gössner auparavant.

## Palmarès

### Jeux olympiques
| Épreuve / Édition                | Individuel | Sprint | Poursuite | Mass start                         | Relais                              | Relais mixte                     |
| Jeux olympiques 2010 Vancouver   | —          | —      | —         | —                                  | 4e                                  | Épreuve inexistante à cette date |
| Jeux olympiques 2014 Sotchi      | 16e        | 15e    | 6e        | 13e                                | Médaille d'or, Jeux olympiques      | DSQ ,                            |
| Jeux olympiques 2018 Pyeongchang | 36e        | 7e     | 5e        | Médaille d'argent, Jeux olympiques | Médaille de bronze, Jeux olympiques | —                                |

Légende :
- : première place, médaille d'or.
- : deuxième place, médaille d'argent.
- : troisième place, médaille de bronze.
- — : pas de participation à l'épreuve.
- DSQ : disqualifié
- : épreuve ne figurant pas au programme olympique.

### Championnats du monde
| Mondiaux \ Épreuve   | Individuel                   | Sprint                       | Poursuite                    | Mass start                   | Relais                       | Relais mixte             |
| 2010 Khanty-Mansiïsk | Jeux olympiques de Vancouver | Jeux olympiques de Vancouver | Jeux olympiques de Vancouver | Jeux olympiques de Vancouver | Jeux olympiques de Vancouver | Médaille d'or, monde     |
| 2012 Ruhpolding      | 89e                          | 19e                          | 9e                           | 25e                          | Médaille de bronze, monde    | —                        |
| 2013 Nové Město      | —                            | 27e                          | 17e                          | 14e                          | Médaille de bronze, monde    | 12e                      |
| 2015 Kontiolahti     | 8e                           | 77e                          | —                            | 8e                           | Médaille d'or, monde         | —                        |
| 2016 Holmenkollen    | 16e                          | 8e                           | 18e                          | 19e                          | Médaille d'argent, monde     | Médaille d'argent, monde |
| 2017 Hochfilzen      | 13e                          | 9e                           | 10e                          | Médaille d'or, monde         | 4e                           | Médaille d'or, monde     |

Légende :
- : première place, médaille d'or.
- : deuxième place, médaille d'argent.
- : troisième place, médaille de bronze.
- — : pas de participation à l'épreuve.

### Coupe du monde
- Meilleur classement général : 4e en 2015 et 2016.
- 57 podiums:
  - 26 podiums individuels : 12 victoires, 12 deuxièmes places et 2 troisièmes places[11].
  - 23 podiums en relais : 4 victoires, 7 deuxièmes places et 12 troisièmes places.
  - 8 podiums en relais mixte : 3 victoires, 3 deuxièmes places et 2 troisièmes places.

#### Détail des victoires
| Saison / Épreuve | Individuel | Sprint                                 | Poursuite                | Mass start                       | Total |
| 2013-2014        |            | Antholz-Anterselva                     | Antholz-Anterselva       |                                  | 2     |
| 2014-2015        |            | Antholz-Anterselva                     | Antholz-Anterselva       | Ruhpolding                       | 3     |
| 2015-2016        |            | Hochfilzen Pokljuka Antholz-Anterselva | Pokljuka Khanty-Mansiïsk |                                  | 5     |
| 2016-2017        |            |                                        |                          | Oberhof Hochfilzen (Ch du monde) | 2     |
| Total            | 0          | 5                                      | 4                        | 3                                | 12    |

#### Classements en Coupe du monde
| Saison    | Classement général final | Individuel | Sprint | Poursuite | Mass start |
| 2008-2009 | 60e                      | 59e        | 58e    | 54e       |            |
| 2009-2010 | 36e                      | nc         | 36e    | 12e       |            |
| 2010-2011 | 87e                      | 59e        | nc     | 69e       |            |
| 2011-2012 | 25e                      | 16e        | 27e    | 20e       | 25e        |
| 2012-2013 | 28e                      | 62e        | 26e    | 31e       | 18e        |
| 2013-2014 | 10e                      | 23e        | 12e    | 6e        | 19e        |
| 2014-2015 | 4e                       | 14e        | 3e     | 4e        | 7e         |
| 2015-2016 | 4e                       | 9e         | 2e     | 6e        | 14e        |
| 2016-2017 | 5e                       | 13e        | 11e    | 6e        | 2e         |
| 2017-2018 | 12e                      | 9e         | 7e     | 16e       | 25e        |
| 2018-2019 | 44e                      | 27e        | 56e    | 39e       | 40e        |
| 2019-2020 | 41e                      | nc         | 44e    | 32e       | 41e        |
| 2020-2021 | nc                       |            | nc     | nc        |            |

### Championnats d'Europe
- Médaille d'argent du relais en 2009.
- Médaille d'or en relais en 2010.

### Championnats du monde junior
| Épreuve / Édition                  | Individuel | Sprint | Poursuite                 | Relais                    |
| Mondiaux 2007 Martell-Val Martello | 5e         | 4e     | Médaille de bronze, monde | Médaille d'or, monde      |
| Mondiaux 2008 Ruhpolding           | 9e         | 5e     | 5e                        | Médaille de bronze, monde |
| Mondiaux 2009 Canmore              | 5e         | 6e     | Médaille d'argent, monde  | Médaille d'or, monde      |

### Championnats d'Europe junior
- 2009
  -  Médaille d'argent du sprint.
  -  Médaille d'argent de la poursuite.